# 県民だより奈良 ならいいね!
『県民だより奈良 ならいいね!』（けんみんだよりなら・ならいいね）は、2013年6月8日から、奈良テレビで毎月第2土曜日の21:00 - 21:30（JST）に放送されている県政広報番組である。番組連動データ放送を実施している。

## 概要
毎月奈良県が発行する広報誌「県民だより奈良」の中から数項目をピックアップし、映像で紹介する。
番組の映像は、放送後に奈良県のホームページ上で公開される。

## 出演者

### 現在
- 矢野ひろし
  - 芸名は「やのぱん」であるが、この番組の出演時には「矢野ひろし」名義で出演している。
- 去来川奈央（2019年4月13日 - ）

### 過去
- 北川智美（2013年6月8日 - 2014年3月8日）
- 岩谷優子（2014年4月12日 - 2019年3月9日）

## 放送時間
- 毎月第2土曜日 21:00 - 21:30（30分間）
  - 毎月第4土曜日に再放送を実施。